# ダニエル・ビビアン
ダニエル・ビビアン・モレノ（Daniel Vivian Moreno、1999年7月5日 - ）は、スペイン・バスク州ビトリア＝ガステイス出身のサッカー選手。アスレティック・ビルバオ所属。スペイン代表。ポジションはディフェンダー。

## クラブ経歴
バスク州のビトリア＝ガステイスに生まれ、デポルティーボ・アラベスなどの下部組織を経て、2016年にアスレティック・ビルバオのCチームにあたるCDバスコニアに加入した。2017-18シーズンからビルバオのリザーブチームでの出番が増え始め、2018-19シーズンにはレギュラーに定着した。2017-18シーズンから何度かトップチームの招集を受けてはいたが、出場機会はなかった。
2020年8月12日、クラブとの契約を2023年まで延長すると同時にトップチーム昇格が決まった。その翌日、セグンダ・ディビシオンに在籍するCDミランデスへの1シーズンのレンタル移籍が発表された。
レンタルから復帰した21-22シーズン開幕戦のエルチェCF戦でトップチームデビュー。
第4節のRCDマジョルカ戦で初得点を挙げた。
2022年2月4日に、クラブとの契約を2026年まで延長する事となった。

## タイトル

### 代表
スペイン代表
- UEFA欧州選手権：1回 (2024)